# Aregon
Aregon (altgriechisch Ἀρήγων) war ein griechischer Maler aus Korinth, der wahrscheinlich im 6. Jahrhundert v. Chr. tätig war.
Aregons Wirken wird in die Zeit vor dem Ausbruch der Perserkriege datiert, bekannt ist er nur durch eine Erwähnung beim Geschichtsschreiber Strabon. Dieser nennt drei zu seiner Zeit berühmte Bilder, die sich im Tempel der Artemis Alpheionia in der Nähe des Zeusheiligtums Olympia befunden haben. Das eine davon wurde von Aregon geschaffen, die anderen beiden von Kleanthes, Aregons Bild zeigte Artemis, die von einem Greifen emporgetragen wird. Zwar galt der Greif als das Tier des Apollon, es war jedoch nicht ungewöhnlich, dass im Kult und Mythos miteinander verbundene Gottheiten Attribute des jeweils anderen übertragen bekamen.